# اللغات النيلية
اللغات النيلية هي مجموعة من اللغات ذات الصلة التي يتم التحدث بها عبر منطقة واسعة بين جنوب السودان وتنزانيا من قبل الشعوب النيلية، الذين يرعون الماشية. وهي متعلقة بنهر النيل ومنطقته.

## التركيبة السكانية
هاجرت الشعوب النيلية، وهم الناطقون الأصليون للغات، من منطقة الجزيرة في السودان. إلى وسط أفريقيا ويعيش المتحدثون باللغة النيلية في أجزاء من جمهورية الكونغو الديمقراطية وإثيوبيا وكينيا والسودان وجنوب السودان وتنزانيا وأوغندا.

## التقسيمات
وفقًا للعالم اللغوي جوزيف جرينبيرج، تنقسم عائلة اللغة إلى ثلاث مجموعات فرعية:
- اللغات النيلية الشرقية
- اللغات النيلية الجنوبية
- اللغات النيلية الغربية

قبل إعادة تصنيف جوزيف جرينبيرج، تم استخدام كلمة النيلية للإشارة إلى اللغات النيلية الغربية وحدها.
بينما يعامل روجر بلينش لغة باري على أنها مجموعة فرعية رابعة من عائلة اللغات النيلية.

## روابط خارجية
- النيلية ، مايكل Cysouw
- عائلة اللغة النيلية ، دوريس باين